# جيمس دوغلاس إيرل مورتون الرابع عشر
جيمس دوغلاس، إيرل ال14 من مورتون (بالإنجليزية: James Douglas, 14th Earl of Morton)‏ (و. 1702 – 1768 م) هو عالم، وسياسي، وعالم فلك من المملكة المتحدة . وكان عضواً في الجمعية الملكية، والأكاديمية الفرنسية للعلوم .
توفي عن عمر يناهز 66 عاماً.

## التعليم
تعلم في كلية الملك في كامبريدج